# Piedrahíta
Piedrahíta és un municipi de la província d'Àvila, a la comunitat autònoma de Castella i Lleó. PEDRAHITA: v. amb ayunt. que el constitueix en union dels seus 5 ravals titulats Palacios, Casa de Sebastian Perez, Almohalla, el Soto, Pesquera i Cañada i Barrionuevo,
La vila, perfectament urbanitzada i molt neta, amb força edificis moderns i elegants, es troba situada al S. del riu Corneja i a la falda de la muntanya de la Jura, a 1,050 m. sobre nivell del mar. Dista 59 km. de la capital de la província i 44 de l'estació de ferrocarril de Béjar, a la carretera de Sorihuela a Àvila, de la qual parteixen també, des de Piedrahita, la de Barco i la d'Alba.
La localitat és descrita en el quaranta-quatrè volum de l'Enciclopèdia Il·lustrada Universal Espasa Calpe S. A. pàgina 737, de la següent manera:
| « | "Piedrahita compta amb bons comerços de tota mena, estació telegràfica, estafeta de correus amb Gir postal, Administració de tabac i timbre, enllumenat elèctric, Guàrdia civil, Col·legi de segon ensenyament, set escoles nacionals, servei d'automòbils d'Àvila a Barco, clavegueram general modern amb gran abundància d'aigües, teatre de recent construcció, cafès, casinos i societats d'auxili per a obrers, Hospital municipal, ampli i higiènic, servit per religioses de l'ordre terciària franciscana, i un antic convent de carmelites calçades. Té també fàbriques d'espelmes i bugies, de xocolata, de gasoses, de palla per a gelats, de barrets, de farines i de teules i maons, i un establiment d'aigües sulfuroses. Celebra mercats molt concorreguts els dimarts de cada setmana i les grans fires anuals del 15 al 18 d'abril, del 24 al 28 d'agost i de l'1 al 4 d'octubre. Les seves produccions són cereals, patates, cebes i fruites, i singularment, com a gran riquesa del país, la ramaderia de tota mena, especialment de la raça vacuna, de la qual compta amb magnífics exemplars." | » |

## El clima
A les seves muntanyes abunden les perdius, cabres salvatges, guatlles, llebres i conills. El clima és sa, força fred a l'hivern i summament deliciosos a l'estiu, per la causa del qual és molt visitada la població en aquesta època. El seu terreny es presenta tan pintoresc i el paisatge resulta, en conjunt, tan encantador, que alguns escriptors l'han anomenat l'Arcàdia de la província i la Suïssa espanyola. La brava grandiositat de les muntanyes; la poesia dels seus verds prats, l'abundància de les seves aigües i la fertilitat de la vall del Corneja assemblen força aquests camps als tan justament celebrats de les regions gallega i asturiana.

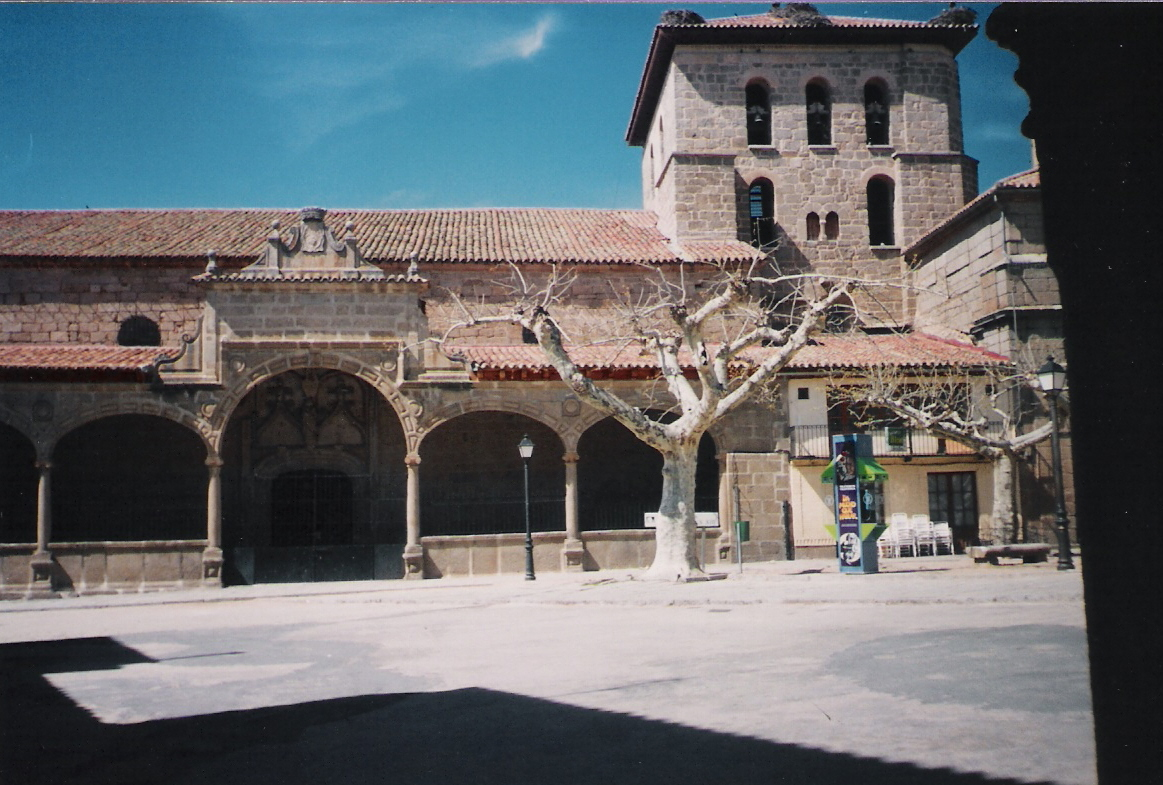
Església del misteri de l'Asunción

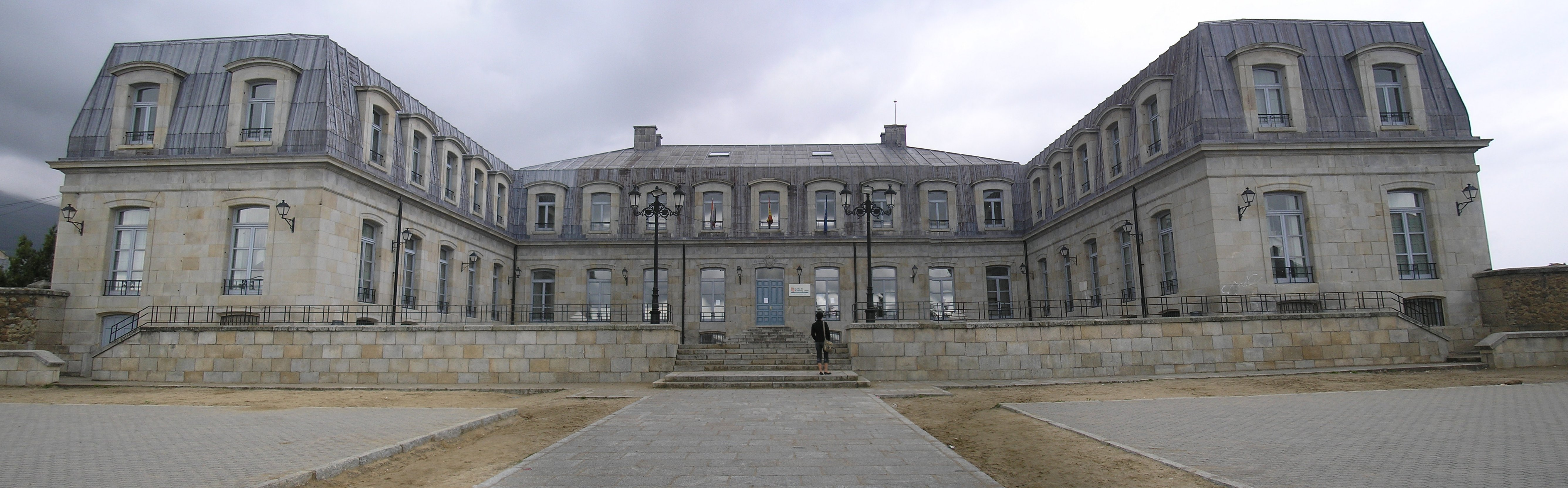
Palau del ducs d'Alba

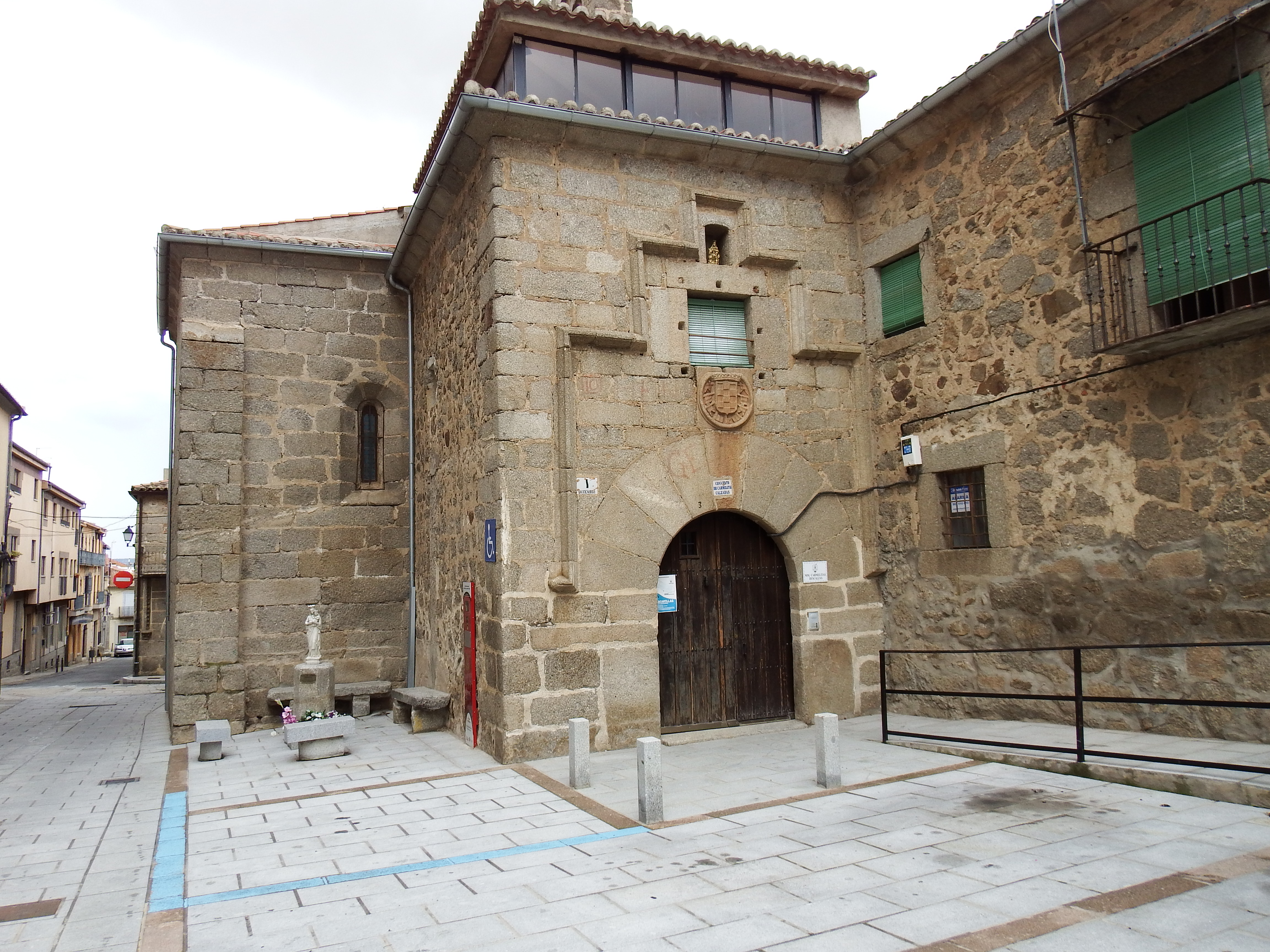
Convent de les Carmelites Calzades

Respecte a la part artística de la població, que presenta un aspecte peculiar d'antiguitat, heus aquí una cosa del que diu Josep Maria Quadrado Nieto a la seva coneguda obra sobre els monuments d'Espanya;
| « | "Encara es conserva part de la muralla, sobretot cap al N. i E. de les ales de la porta d'Àvila, que formada per un arc apuntat dins un altre de mig punt i defensat per matacans i lladres, recorda característicament les escenes ja ombrívoles, ja esplendoroses de l'Edat Mitjana. Frondoses són les alberedes que envolten la població, però no tant encara com es pogués esperar de les copioses aigües que per tot arreu corren i murmuren, fent alegres i nets els carrers, regulars de seu pel caseriu, i saltant d'una font al centre de l'espaiosa plaça. En aquesta s'aixeca l'església parroquial, dedicada al misteri de l'Asunción com a moltes de la diòcesi, antiga i gran, encara que no bella ni rica de labors. Cinc arcs rebaixats, menys el central que és més alt i de mig punt, sostinguts per columnes jòniques i encoixinats a les seves dovelles, formen el pòrtic que aixopluga l'ingrés lateral, d'estil gòtic molt degenerat. A sobre de l'oposat avancen alguns matacans. Els murs exteriors, de pedra cárdena, gairebé no han patit reforma, i potser indica haver existit sobre la capella major un cimbori quadrat al rebaixat cos on hi ha les campanes. A l'interior tot just reconeixeria Joan II el temple on fou des de Bonilla a celebrar la Setmana Santa de 1440 com el més grandiós de la comarca; les seves tres baixes naus, recolzades en una columna gruixuda de panta circular, ha passat per una renovació completa: el seu retaule principal és barroc, i en tot l'àmbit no es veu més pintura gòtica que una de Santa Anna a la nau esquerra. Fins al que tanquen avui de més antic les capelles, les voltes de creueria, els lucillos i els epitafis, pertanyen a darrers del segle XV. Té l'església als seus peus un clustre, al qual se'n surt per darrere del cor i per sota d'una finestra ogival; però a les seves quatre ales, de cinc arcs cadascuna, regna rigorosament l'ordre dòric: cap dels retaules posats als seus angles deixa de ser posterior al Renaixement. Tanmateix, no sé quina vetustes impregna les parets, i més el paviment d'aquell local, i si s'afegeixen dades més segures, no tindriem per tan infundada l'opinió vulgar que hi col·loca un palau de la reina Berenguera i el lloc de naixement de Sant Ferran." | » |

## Història
Segons dades preses d'alguns dels treballs conscienciosos i valuosos de l'eminent escriptor, cronista i secretari oficial de l'Ajuntament de Piedrahita Jesús Lunas Almeida, la història de Piedrahita comença en època molt remota, a jutjar per alguna tradicions que es conserven. Segons una d'elles, per cert molt poc divulgada, en els temps en què els habitants de l'antiga cibula es dedicaven com a única ocupació de la seva vida a la guerra i la caça, va sortir una expedició de la ciutat a practicar aquest últim exercici i als dos dies de marxa un dels grups de caçadors va trobar un ramat de cérvols i darrere d'ells va arribar a un intricat bosc i i penetrant-hi fins a un amè clar, va trobar una aglomeració de rústics habitatges abandonats. Van celebrar la trobada i per no oblidar la situació de les cases van anar col·locant a la tornada grans fites de pedra que els van marcar el camí. Per indicar el lloc abandonat li va començar a anomenar a les pedres hites i d'aquí el nom de Piedrahita que es va donar al caseriu quan va ser repoblat per habitants d'Àvila i els seus contorns que van trobar del seu gust el pintoresc lloc descobert pels caçadors. Era a més, segons sembla, tal l'abundància de cornelles als voltants d'aquest lloc, que d'elles va prendre el seu nom la vall i d'aquest el riu que la travessa, i per descomptat es podia assegurar dels símbols i significats del blasó de la vila i les figures que al campean van tenir el seu origen en la tradició referida.
Segons una altra tradició, es va lliurar en 918, prop de Piedrahita, la famosa batalla de la muntanya de la Jura i és també fama que feia 1207 la reina Berenguera de Castella es va instal·lar a la fortalesa que avui serveix d'església parroquial i que més tard va cedir a aquest objecte. En suport de la veritat d'aquest fet cal citar que fins fa alguns anys tots els divendres de Quaresma col·locaven sota un gran dosser, al centre de l'església, el cèlebre Crist de les Batalles, als peus del qual s'alçava el túmul o cadafal cobert de vellut negre i serrell de plata, que s'usava en els funerals de primera classe, a la part superior del qual, i anteposada a una calavera, assentava una corona reial de forma antiga, que encara existeix. En acbar el Miserere, el sacerdot i el poble es congregaven a l'arrencada de l'escala de la tribuna i es deia el respons obligatori per l'ànima de la reina Berenguera. Aquest acte venia executant-se des de temps immemorial, com a disposició establerta per la sobirana en cedir el seu palau per a l'església. I que aquesta fou primitivament fortalesa, i d'època anterior a l'Edat Mitjana, ho demostren clarament els merlets que coronen l'edifici a la part NO., amb les seves obertures intermèdies cobertes de pany i forrellat des que es va dur a terme en aquell l'esmentada transformació.
Al regnat de Pere I el Cruel apareix a Piedrahita pels anys 1350 el primer senyor de Valdecorneja, García Álvarez de Toledo, un dels successors del qual anomenat don Fernando Álvarez de Toledo ''el Borni'', va gestionar i aconseguí, en unió de la seva esposa, Na Leonor de Ayala, la fundación del convent de dominics, extramurs d'aquesta vila, el 1371 per una butlla del papa Gregori XI, donada a Avinyó en aquest any, encara que ja l'anterior de 1370 estava acabada l'obra de l'edifici i fins i tot instal·lats en ell alguns religiosos. Aquest convent, Universitat de Teologia durant diversos segles, fou alberg d'il·lustres barons entre ells fra Domingo de Santa Cruz, fra Tomás Manrique, fra Juan Hurtado de Mendoza, fra Melcior Cano, nebot del cèlebre teòleg, i fra Gaspar Fandiño, recopilador dels quatre llibres de Becerro, d'aquesta vila. Al segle XIX té lloc l'expropiació i la ruïna del convent, seguida de la seva conversió en cementiri. De la primitiva església se'n conserva la capella major, d'esquinçats finestrals apuntats i creueria senzilla, on reposen les restes dels seus fundadors, Fernán Álvarez de Toledo, anomenat "el Tuerto", senyor de Valdecorneja, i la seva esposa, Leonor d'Ayala, el seu fill García Álvarez de Toledo i l'esposa d'aquest Na Constança Sarmiento, en els sepulcres del qual apareixen les inimitables escultures de marbre, veritables joies d'art de què ens parla l'escriptor local José Somoza (1781-1852). Efectivament, en els primers anys del segle XX, desitjant-se arribar al coneixement exacte del que hi hagués en aquest assumpte, es va ordenar l'enderrocament i excavació dels llocs on se suposen les sepultures, aconseguint trobar força restes de marbre finalment polit, trossos d'estàtues jacents i, finalment les ossamentes completes de dos homes i dues femelles els esquelets de les quals, perfectament conservats, no hi ha dubte que van pertànyer als senyors de Valdecorneja anteriorment al·ludits. Com a dada curiosa consignem que al braç dret d'un dels esquelets femenins va trobar aquest investigador una polsera de vidre negre de Venècia de forma i mida idèntics als que presenta la moda contemporània.
Quan el senyor de Valdecorneja, anomenat don Fernando que va viure pels anys de 1430, va confirmar les Ordenances de la vila i va ostentar el primer títol de comte d'Alba per mercè del rei Joan II, qui més tard va pronunciar sentència de presó perpètua contra el noble cavaller, provocant així la revolta del seu fill primogènit García Álvarez de Toledo y Carrillo de Toledo. Aquest va heretar els Estats del seu pare en 1459, i va ostentar després el títol de duc d'Alba. En el seu temps i per l'any 1460 es va fundar sota la seva protecció, per la senyora Maria Alvarez de Vargas i Acevedo, el convent de carmelites calçades, en el qual van viure dames de gran renom, sent la més cèlebre una humil llega al servei de Maria Calderón (la Calderona), de nom María de Jesús y del Espino, sobre les visions del qual va pintar Alonso Cano en 1653 un quadre anomenat El Granadino. que es va conservar al convent fins a l'octubre del 2023 en què va ser retirat i embalat amb destinació sense confirmar.
En 1485 van passar els Estats de la casa d'Alba i senyor de Valdecorneja a Fadrique Álvarez de Toledo, a qui els Reis Catòlics van concedir les més altes recompenses pels seus heroics fets. Va viure a Piedrahita molt llargues temporades, dispensant grans mercès als seus habitants pels quals sentia veritable afecte, com ho prova la carta que va escriure des del port de Santander, quan va arribar al mateix, en el viatge que va fer acompanyant l'emperador Carles I.
En els darrers dies del mes d'octubre de 1567 va néixer en aquesta vila Fernando Álvarez de Toledo, el més famós dels ducs d'Alba, net de l'anterior i fill d'en García. Mort aquest a Gelvez pels àrabs quan aquell comptava molt poca edat, va córrer la seva educació a càrrec del seu avi, passant la seva joventut en aquesta vila. El secretari Lunas, va descobrir a l'arxiu de l'Ajuntament, mentre aquest estava sota la seva custòdia, una acta que demostra la certesa del naixement del duc d'Alba a Piedrahita, document ignorat durant molt de temps.
El 1755 va heretar aquests Estats, Fernando de Silva y Álvarez de Toledo, anomenat el Duc vell, i el nom del qual ha arribat als nostres dies envoltat de l'aurèola de mal geni. En el seu temps va tenir efecte la construcció del superb palau dirigit per l'arquitecte Jacques Marquet, obra grandiosa que va costar més de quaranta milions de reals i que en anys successius va ser mansió de la bellesa i de l'art quan la gentil duquesa María del Pilar Teresa Cayetana de Silva y Álvarez de Toledo, recordant els anys de la seva infància passats en aquesta vila tornava freqüentment a ella envoltada de poetes, literats, i artistes tan famosos com Quintana, Meléndez Valdéz, Iglesias, Bails, Comtat, Goya i altres que aquí van compondre algunes de les seves millors obres, entre elles el conegut quadre La vendimia, pintat en la finca anomenada La Cera, sevint-li de fondo el turó de la Cruz.
Ocupada Piedrahita per les tropes franceses en la guerra del Francès, es dugueren a terme pel general Goudinot actes de barbàrie i de crueltat com la condemna i mort de l'innocent pare Daniel, el cadàver del qual va estar dotze dies pendent de la forca; l'apallissament de gent indefensa, i l'empresonament de personalitats il·lustres. En aquesta època fou destruït pels plebeus el senyorial palau de Valdecorneja.